# Kivikkosaaret
Kivikkosaaret är en ö i Finland. Den ligger i sjön Elämäinen och i kommunen Perho i den ekonomiska regionen  Kaustby ekonomiska region  och landskapet Mellersta Österbotten, i den centrala delen av landet, 400 km norr om huvudstaden Helsingfors. Öns area är 0,1 hektar och dess största längd är 70 meter i öst-västlig riktning.  Notera att namnet antyder att det är fråga om flera öar.